# Гірт Дзелде
Гірт  Дзелде (латис. Ģirts Dzelde рід. 16 липня 1963, Рига, Латвійська РСР) — радянський і латвійський тенісист, а згодом тенісний тренер, майстер спорту СРСР міжнародного класу. Неодноразовий чемпіон СРСР в чоловічому і змішаному парному розряді, чемпіон Європи серед юнаків в змішаному парному розряді, гравець і капітан збірної Латвії в Кубку Девіса.

## Спортивна кар'єра
Почав грати в теніс в сім років. Тренувався в Ризі у Гуни Авени. Перших серйозних успіхів досяг в 1983 році, коли на юнацькій першості Європи завоював чемпіонське звання в міксті (з Наталею Ревою), а також срібну медаль в чоловічих парах. Разом з Наталією Ревою удостоєний звання майстра спорту міжнародного класу. У дорослому чемпіонаті СРСР зайняв четверте місце, за рік піднявшись у всесоюзному рейтингу з 29-го на 6-е місце.
Уже в 1984 році став чемпіоном СРСР у парі з Юлією Сальниковою, через рік повторивши цей успіх з тієї ж партнеркою. У 1986 році виграв в парі з Андрієм Ольховським зимовий чемпіонат СРСР. У 1988 році — фіналіст чемпіонату СРСР в чоловічому парному розряді, в 1989 році — фіналіст зимового чемпіонату СРСР в одиночному (програв Андрію Чеснокову) і чоловічому парному розрядах, переможець літнього чемпіонату СРСР в чоловічих парах з Андрієм Черкасовим і фіналіст в змішаних парах.
У професійних міжнародних турнірах також в основному домагався високих результатів в парному розряді. Тричі з 1992 по 1996 рік грав у фіналах турнірів основний серії ATP — двічі поспіль в Касабланці, а потім в Відкритому чемпіонаті Хорватії в Умазі. Кращий результат в турнірах Великого шолома — 2-й раунд Вімблдонського турніру (1991). З 1993 по 2000 рік виступав за збірну Латвії в Кубку Девіса.
На клубному рівні грав у Німеччині в різних командах бундесліги. Згодом тренував також в Німеччині, в тенісному клубі «Грюн-Вайс» (Карлсруе). З 2007 по 2012 рік обіймав посаду капітана збірної Латвії в Кубку Девіса. На цій посаді в 2007 році вперше в історії команди вивів її з 2-й в 1-ю Європейсько-Африканську групу .

## Фінали турнірів ATP за кар'єру

### Парний розряд (0-3)
| Результат | №  | Дата            | Турнір              | Покриття | Партнер          | Суперники у фіналі              | Рахунок у фіналі |
| --------- | -- | --------------- | ------------------- | -------- | ---------------- | ------------------------------- | ---------------- |
| поразка   | 1. | 22 березня 1992 | Касабланка, Марокко | Ґрунт    | Ті-Джей Міддлтон | Орасіо де ла Пенья Хорхе Лосано | 6-2, 4-6, 6-7    |
| поразка   | 2. | 21 березня 1993 | Касабланка          | Ґрунт    | Горан Прпіч      | Майк Бауер Піт Норвал           | 5-7, 6-7         |
| поразка   | 3. | 18 серпня 1996  | Умаг, Хорватія      | Ґрунт    | Удо Пламбергер   | Пабло Альбано Луїс Лобо         | 4-6, 1-6         |